# Душан Бајевић
Душан Бајевић (Мостар, 10. децембар 1948) бивши је југословенски и босанскохерцеговачки фудбалер, а садашњи фудбалски тренер.

## Играчка каријера
Каријеру је започео у мостарском Вележу, код тренера Сулејмана Репца. За Вележ је одиграо око 400 утакмица и постигао 170 голова у периоду од 1967. до 1975. године, а онда прешао у грчки АЕК, са којим је освојио две титуле шампиона Грчке. У Вележ се вратио 1981. године и у овом клубу остао до краја каријере, 1983. године.
За репрезентацију Југославије је одиграо 37 утакмица и постигао 29 голова. Био је учесник Светског првенства у Немачкој 1974, а на утакмици против Заира, коју је Југославија победила са 9:0, постигао је три гола. 
Држи рекорд по броју голова за репрезентацију Југославије у једној утакмици. У мечу против Венецуеле пет пута је затресао мрежу. Са 164 гола други је (иза Слободана Сантрача – 218 голова) на листи најбољих стрелаца југословенског фудбалског првенства свих времена. Најуспешнији је био у сезони 1969/70, када је са Сантрачем поделио прво место на листи најбољих стрелаца сезоне, са 20 голова.

## Тренерска каријера
Непосредно по завршетку играчке, почео је каријеру фудбалског тренера, у Вележу, с којим је 1986. године освојио Куп Југославије, тадашњи Куп маршала Тита. Вележ је у финалу победио загребачки Динамо са 3:1, а 1987. године играо је у финалу. У АЕК се, као тренер, вратио 1988. године и исте сезоне је са овим клубом освојио титулу првака Грчке, прву за АЕК после 10 година. АЕК је под Бајевићевим вођством био првак Грчке још три пута узастопно (1992, 1993, 1994). Бајевић је 1997. постао тренер Олимпијакоса, с којим је исте сезоне освојио титулу првака Грчке, а 1999. „дуплу круну“, првенство и куп. После Олимпијакоса кратко се задржао у солунском ПАОК-у, коме је донео Куп Грчке 2001. године. У АЕК се вратио 2002, а иако је са клубом поново постигао запажене резултате у Лиги шампиона, Бајевић је због притиска напустио клуб. Поново је сео на клупу Олимпијакоса, с којим је исте сезоне, са десет освојених бодова у групи, био надомак пласмана у другу рунду Лиге шампиона, али је зато „догурао“ до четврте рунде рунду Купа УЕФА.
У мају 2006. преузео је функцију шефа стручног штаба Црвене звезде, са којом је освојио јесењу титулу са чак 14 бодова предности над Партизаном. За време утакмице са новосадском Војводином, 10. марта 2007, устао је и упутио се ка свлачионици, иако је до краја меча остало 20 минута. Поднео је оставку после те утакмице.